# Sanyo PHC-28
De PHC-28 is een door het Japanse Sanyo in 1984 ontwikkelde homecomputer die voldoet aan de MSX-standaard.
De Sanyo  PHC-33 is identiek aan de PHC-28L maar beschikt over een geïntegreerde datarecorder.

De PHC-28P is variant voor de Europese markt en voldoet aan de PAL-televisiestandaard en heeft een QWERTY-toetsenbordindeling. De PHC-28L beschikt daarentegen over een AZERTY-toetsenbordindeling en vodoet aan de Franse SECAM-televisiestandaard.
De PHC-28S beschikt in tegenstelling tot de PHC-28P en PHC-28L over slechts 32 kB RAM in plaats van 64 kB.

## Technische specificaties
Processor
- Zilog Z80A met een kloksnelheid van 3,56 MHz.

Geheugen
- ROM: 32 kB 
  - MSX BASIC versie 1.0

- RAM: 64 kB (32 kB voor PHC-28S)
  - VRAM: 16 kB
  - Werkgeheugen: 64 kB

Weergave
- VDP
  - Yamaha V9938
  - tekst: 80×24, 40×24 en 32×24 (karakters per regel × regels) vier kleuren, twee voorgrondkleuren en twee achtergrondkleuren
  - grafisch: resolutie maximaal 256×192 beeldpunten
  - kleuren: 16 simultaan
  - sprites: 32

Controller
- MSX-controller: S-3527

Geluid
- General Instrument AY-3-8910 PSG

- 3 geluidskanalen, waarvan één ruiskanaal
- 8 octaven

Aansluitingen
- netsnoer
- RF-uitgang
- CVBS monitor
- luminantie uitgangsconnector
- datarecorder
- printer
- 2 joysticks
- 2 cartridgesleuven